# Rolling burnout

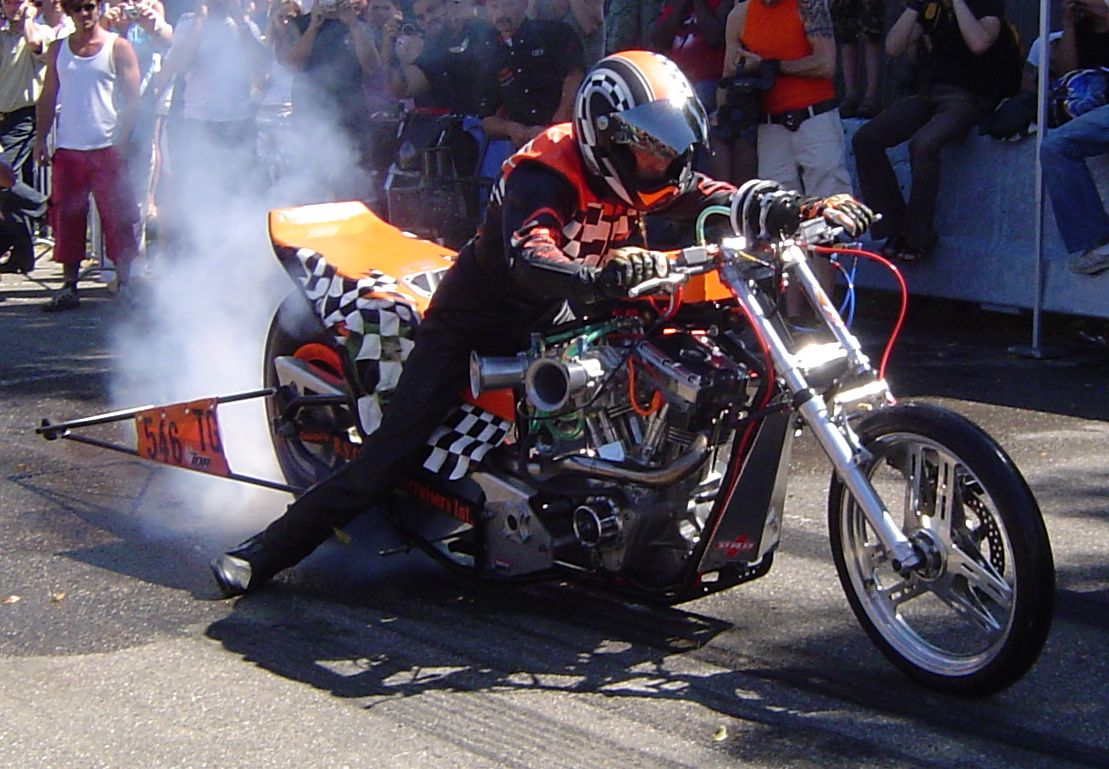
Rolling burnout (de coureur heeft zijn voeten niet aan de grond)

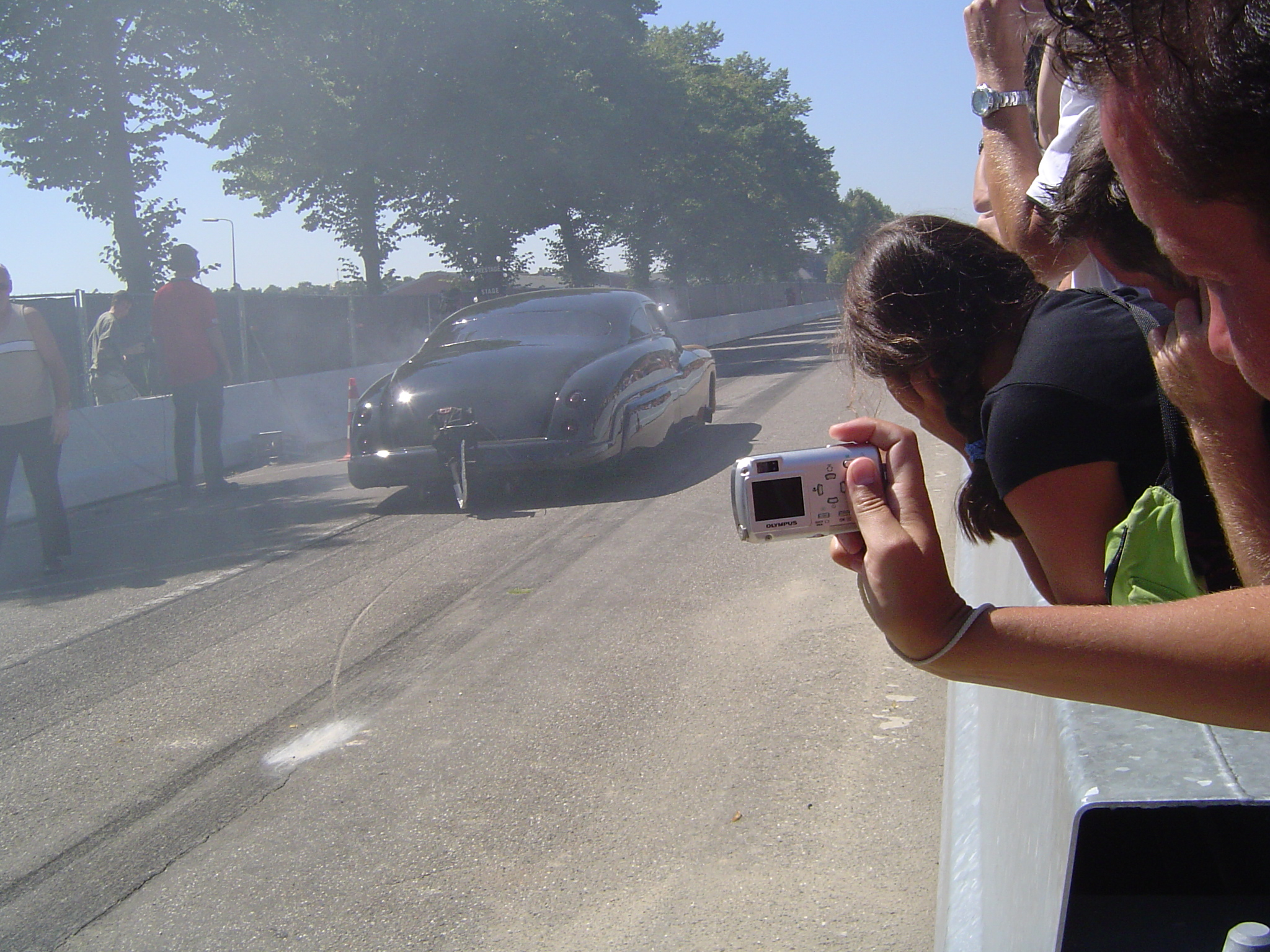
Rolling burnout van een dragrace-auto

Een rolling burnout is een manier om de achterband van een sprint of dragrace motor op te warmen. De achterband spint terwijl het voorwiel zodanig wordt beremd dat de motor langzaam vooruit gaat.
Bij auto's is een rolling burnout vaak noodzakelijk omdat niet altijd de voorremmen apart beremd kunnen worden. Bovendien heeft een rolling burnout boven een staande burnout het voordeel dat - mits uitgevoerd vanaf de startlijn - er ook rubber op de baan achterblijft, waardoor er meer grip is. 
Sommige rijders weten de rolling burnout tot een ware kunst te verheffen. Zie ook Burnout en Fire burnout.